# Cigája

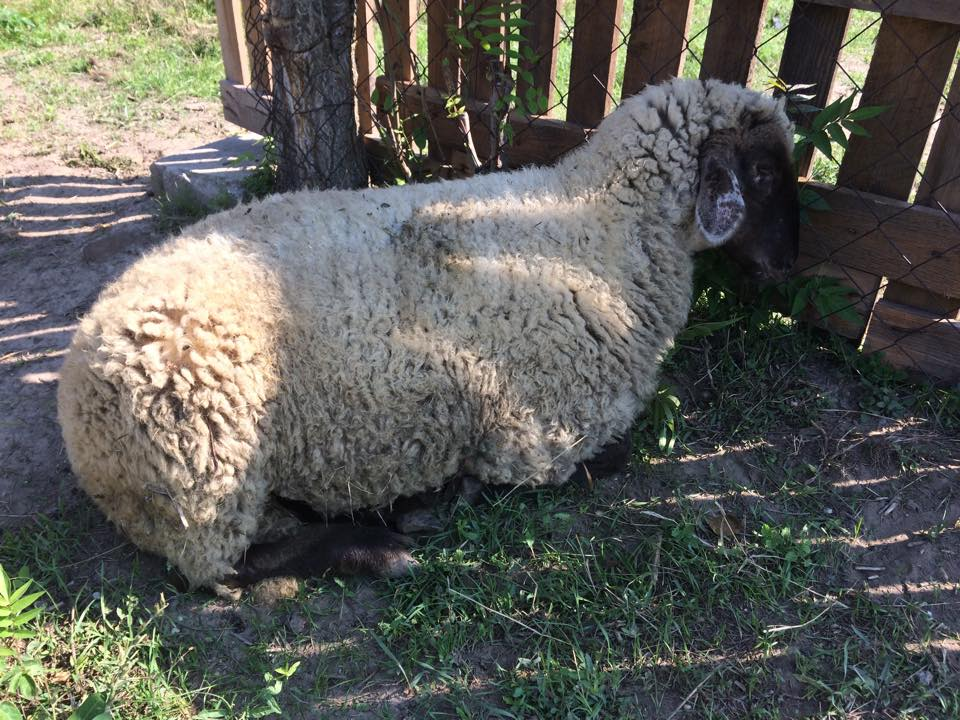
Pihenő cigája

A cigája Magyarországon megtalálható egyik juhfajta.

## Története
Anatóliából származik. Magyarország területére a 18. század végén került a Balkánon és Románián keresztül. Erről árulkodik elnevezése is: zombori juh, oláh juh, de hívták berkének is. Közismert elnevezése a román ţigáie szóból származik.  Elterjedését elősegítette az a tény, hogy az addig itt tenyésztett juhokkal ellentétben nem kettős, hanem hármas hasznosítású volt: húsa és teje mellett finom gyapja is értéket jelentett. A nemez- és posztógyárak igénye és Brassó virágzó gyapjúkereskedelme arra ösztönözte az erdélyi gazdákat, hogy durva gyapjas állományaikat lecseréljék a finomabb gyapjút termelő cigájára. Ez az alapvetően hegyi juh nagyon jól alkalmazkodott az alföldi környezethez, és rövid idő alatt elterjedt. Legnagyobb arányban a Duna-Tisza közén tartották, és itt maradt fenn a tenyésztése az első világháborút követően is, elsősorban a parasztgazdaságokban, mivel a fajta jelentősebb tenyészterületei a határokon kívülre kerültek.  Magyarországon nem veszélyeztetett fajta, állandó, bár kis létszámú állományban megtalálható. Moldáviában a vezető juhfajta, Romániában és Szlovákiában pedig az egyik legfontosabb.

## Tulajdonságai
A cigájának több színváltozata van, Magyarországon a fekete fejű és lábú, fehér bundájú változat terjedt el. A kovásznai sárgafejű berke kapcsán még nem eldöntött, hogy a cigája egy változata, vagy pedig külön fajta.
A cigája napjainkban két változatban található meg hazánkban. A hegyi változat rövidebb lábú, tömöttebb testalkatú, míg az alföldi változat hosszabb lábú, nyúltabb testű. Mindkettőre jellemző a sutaság (szarvtalanság). Ritkán a hím (kos) egyednek fejlődik csavaros alakú szarva. Középmagas termetű, hosszú, lefelé lógó fülek jellemzik. Gyapja fehér, olykor sötét szálakkal tűzdelt, feje és lábai feketék vagy sötétbarnák. Bőre, foghúsa, valamint a nyelv sötét színű, erősen pigmentált. A szaruhámmal fedett testrészek sötétszürkék. Évente általában egyet ellik, ritkák az ikerszülések.

## Képek

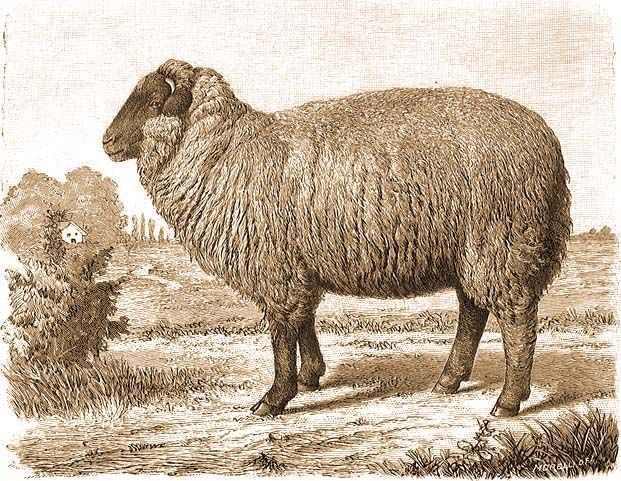
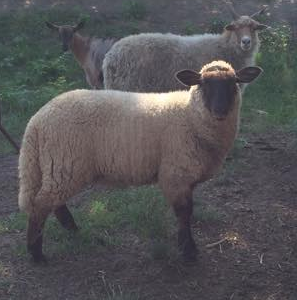
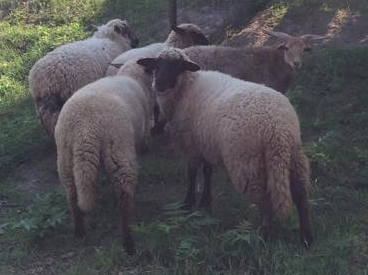

### "Régi" vagy őshonos cigája
Többhasznosítású fajta, teje és húsa fogyasztható, a gyapjú textilipari nyersanyag. A kosok 75–80 cm, az anyák 60–65 cm marmagasságúak. Választás utáni 5-6 hónapig fejik őket, 40-60 liter tejet adnak. A bárányok színe homokszürke. Ellenőrzött őshonos cigája állományunk hozzávetőlegesen ezer anyát és ötven kost számlál. Főleg a Körös–Maros Nemzeti Park, valamint gazdasági társaságok és magántenyésztők állományát alkotják. Elsődleges cél a genetikai képesség megőrzése.

### Nemesített vagy tejelő cigája
Kimondottan tejtermelésre szelektált fajta. Testmérete nagyobb, mint a régi cigájáé. A kosok 90–100 cm, az anyák 75–80 cm marmagasságúak. A fejési időszakban 110-120 liter tejet ad. A bárányai feketén jönnek a világra. Csak suta. 1999-től törzskönyvezik külön típusként. 2008-tól tartozik a törvényileg védett őshonos állatfajták közé.